# Lo Rat Penat
Lo Rat Penat (en castellano "El Murciélago"), Societat d'amadors de les glories de Valencia y son antich Realme, es una sociedad cultural valenciana, fundada en 1878 por iniciativa de Constantí Llombart, históricamente dedicada a la promoción, defensa, enseñanza y difusión de la lengua y cultura valencianas. Desde los años 1980 Lo Rat Penat es, junto a la Real Academia de Cultura Valenciana, una de las pocas entidades que defienden las Normas del Puig para codificar al valenciano, normativa diferente a la oficial, basada en las Normas de Castellón, de la Academia Valenciana de la Lengua.
Tiene su sede en Valencia, en el palacio de la Baronesa de Alacuás. 

## Historia

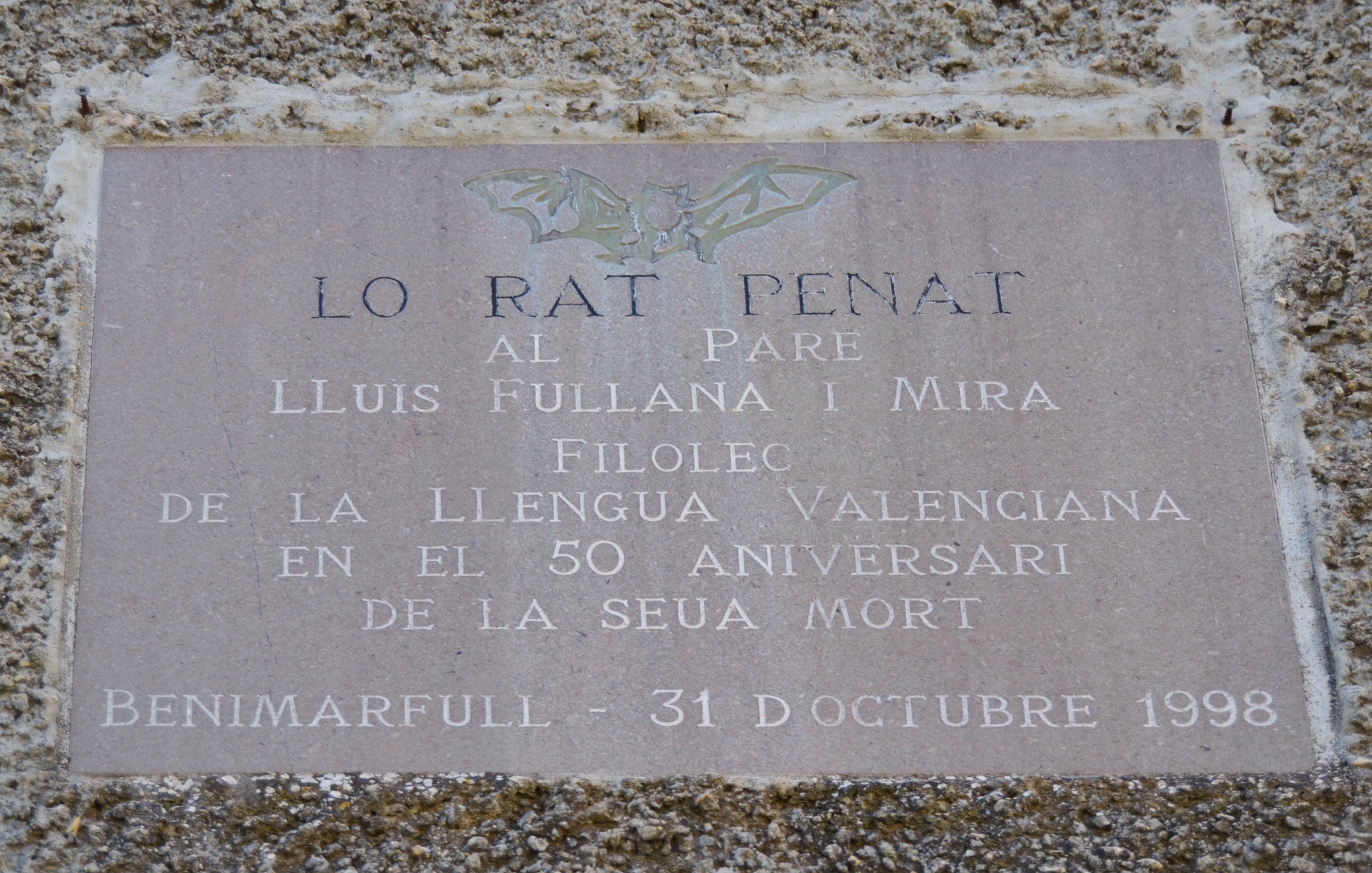
Placa de Lo Rat Penat dedicada a Luis Fullana Mira en Benimarfull

Lo Rat Penat se funda en 1878 a instancias de Constantí Llombart, si bien pronto sería controlada por afines a Teodoro Llorente. Su línea era apolítica y cercana al regionalismo valenciano conservador.
En sus inicios, promovió la colaboración con intelectuales y otras asociaciones culturales del resto de territorios de habla catalana fuera de la Comunidad Valenciana, y firmó y difundió las Normas de Castellón. En varios de sus escritos se daba por sentado el hecho de que el valenciano y el catalán son la misma lengua, llegando a emplear el término "catalán-valenciano" para referirse a esta.
No obstante, desde mediados de los años 70 se producen una serie de enfrentamientos en su seno, que llevarán a la expulsión de miembros como Manuel Sanchis Guarner, Joan Senent y otros, acusados de catalanistas. El entonces presidente, Emili Beüt (que sería expulsado aquel mismo año) era visto como demasiado tibio, y sería sustituido por Xavier Casp a principios de 1980. A partir de este momento, la entidad toma un importante papel en el conflicto lingüístico valenciano, virando hacia la reivindicación de una normativa independiente para el valenciano primero y a oponerse a la Academia Valenciana de la Lengua más adelante.
Actualmente propugna la normativa no oficial de la Real Academia de Cultura Valenciana para el idioma valenciano. En concreto, es partidaria de la versión reformada en 2003 de las Normas del Puig, con la incorporación de acentos. Desde 1991, Lo Rat Penat ha recibido cuantiosas subvenciones por parte de instituciones públicas gestionadas por el Partido Popular (Generalidad Valenciana, del Ayuntamiento de Valencia y las Diputaciones de Valencia, Castellón y Alicante).
Desde 1996 el presidente de Lo Rat Penat es Enric Esteve, cuya presidencia se caracterizará por la politización de la entidad hacia los postulados del Partido Popular de la Comunidad Valenciana, proceso en el que se irá alejando de Unión Valenciana. En 1999, Enric Esteve, así como una importante representación de académicos de la RACV firmarían un manifiesto de apoyo y reconocimiento valencianista a Eduardo Zaplana, que se haría público poco antes de las elecciones a las Cortes Valencianas de 1999. A partir de este momento, desde la Generalidad Valenciana y otras instituciones públicas controladas por el PP, se dará cobertura a Lo Rat Penat, dándole la categoría de "entidad de utilidad pública", o considerándola institución consultiva de la Generalidad Valenciana en materia de patrimonio cultural desde 2015. El 10 de abril de 2015 la Generalidad Valenciana, a través de la Ley 6/2015 de Reconocimiento, Protección y Promoción de las Señas de Identidad del Pueblo Valenciano, reconoció oficialmente "la capacidad docente que desarrolla la asociación cultural Lo Rat Penat en la divulgación y defensa de las señas de identidad del pueblo valenciano y, en especial, de la lengua valenciana". Esta ley fue derogada el 26 de enero de 2016.

## Presidentes de Lo Rat Penat
- Felix Pizcueta (1878-1879) y (1884-1886)
- Teodoro Llorente (1879-1880)
- Jacinto Labaila y González (1880-1881)
- Rafael Ferrer i Bigné (1881-1882)
- Vicent Pueyo i Ariño (1882-1883)
- Ferran Reig i García (1883-1884)
- Cirilo Amorós (1886-1887)
- Pasqual Frígola Ahís Xacmar i Beltrán (1887-1889) y (1891-1893)
- Lluís Cebrián i Mezquita (1889-1891)
- Honorat Berga i Garcías (1893-1903)
- Josep Maria Ruiz de Lihory i Pardines (1903-1908) y (1912-1915)
- Leopold Trénor i Palavicino (1908-1910)
- Vicente Dualde (1910-1912)
- Francesc Cantó i Blasco (1915-1916)
- Joan Pérez i Lúcia (1916-1918)
- Francesc Almarche i Vázquez (1919-1927)
- Facund Burriel i García de Polavieja (1927-1928)
- Manuel González Martí (1928-1930) y (1949-1958)
- Carles Sarthou i Francesc (1930-1931)
- Agustí Alomar i Ruiz (1931-1932)
- Nicolau Primitiu Gómez Serrano (1933-1935) y (1959-1961)
- Josep Monmeneu Gómez (1935-1936) y (1939-1941)
- Josep Casanova i Dalfó (1936-1939)
- Josep Calatayud Bayà (1942-1948)
- Juan Segura de Lago (1961-1972)
- Emili Beüt i Belenguer (1972-1980)
- Xavier Casp i Verger (1980-1982)
- Joan Gil i Barberà (1982-1992)
- Josep Maria Boluda i Sanambrosio (1992-1996)
- Enric Esteve i Mollà (1996-2023)
- Josep Vicent Navarro Raga (2023-)